# Daïra
Pour les articles homonymes, voir Daïra (homonymie).
La daïra (en arabe : دائرة, « cercle » ; pluriel : dawaa'ir) est une subdivision de wilaya dans l'administration territoriale algérienne et l'organisation territoriale conçue par le gouvernement en exil de la République arabe sahraouie démocratique. Cette subdivision apparaît dans l'organisation de la République algérienne en 1968. Elle remplace alors l'arrondissement, structure issue des anciens découpages de l'administration française jusqu'à l'indépendance de l'Algérie reconnue le 3 juillet 1962. La daïra est dirigé par un chef de daïra, haut fonctionnaire du Ministère de l'Intérieur algérien, poste équivalent aux postes de sous-préfets d'arrondissements français. Il rend compte de toutes ses activités au Wali placé à la tête des wilayas, le Wali ayant remplacé les anciens préfets algériens en place entre 1962 et 1968.

## Algérie
La daïra regroupe plusieurs communes. Elle a comme tâche l'émission des passeports, les permis de conduire et les cartes nationales d'identité pour les citoyens résidant dans son territoire, ainsi que le contrôle par l'État algérien des travaux effectués par les différents services administratifs tels que les communes, les services techniques, etc. La dernière loi d'organisation administrative a fixé en décembre 2019 à 548 le nombre de daïras, réparties dans les 58 wilayas que compte ce pays, indépendant depuis le 3 juillet 1962.

## Sahara occidental
Telle que prévue par le Front Polisario pour le Sahara, majoritairement depuis 1977 sous contrôle du Maroc, et telle qu'elle est mise en place dans les camps de réfugiés sahraouis situés en Algérie, la daïra correspond à une commune.